# Мадурай
Мадура́й (там. மதுரை) — город в штате Тамилнад, построенный пандийским раджой Кулашекхарой и бывший столицей пандийских правителей Южной Индии. Главной достопримечательностью города является почитаемый индуистами храм Минакши.

## Этимология
Город известен под различными названиями: Мадурай, Кудал, Маллигай Маанагар, Наанмадакудал и Тхируавай. Слово «Мадурай» является производным от слова мадхура («сладость»), обозначающего божественный нектар, который лился на город с волос бога Шивы. Согласно другой версии, название «Мадурай» производно от слова марутхам, что означает особый тип пейзажа, выделяемого в эпоху Сангама. В соседнем округе Диндигал существует город под названием Вада Мадурай («Северный Мадурай»), а в округе Сивагангай — город Манамадурай. Другие названия, под которыми был известен город, перечислены в поэме VII века «Тхирувилаяадал пураанам», написанной поэтом Паранджотхи Муниваром. Кудал означает собрание или общину учёных; Наанмадакудал означает место сопряжения четырёх башен и отсылает к четырём главным крепостям города.

## История

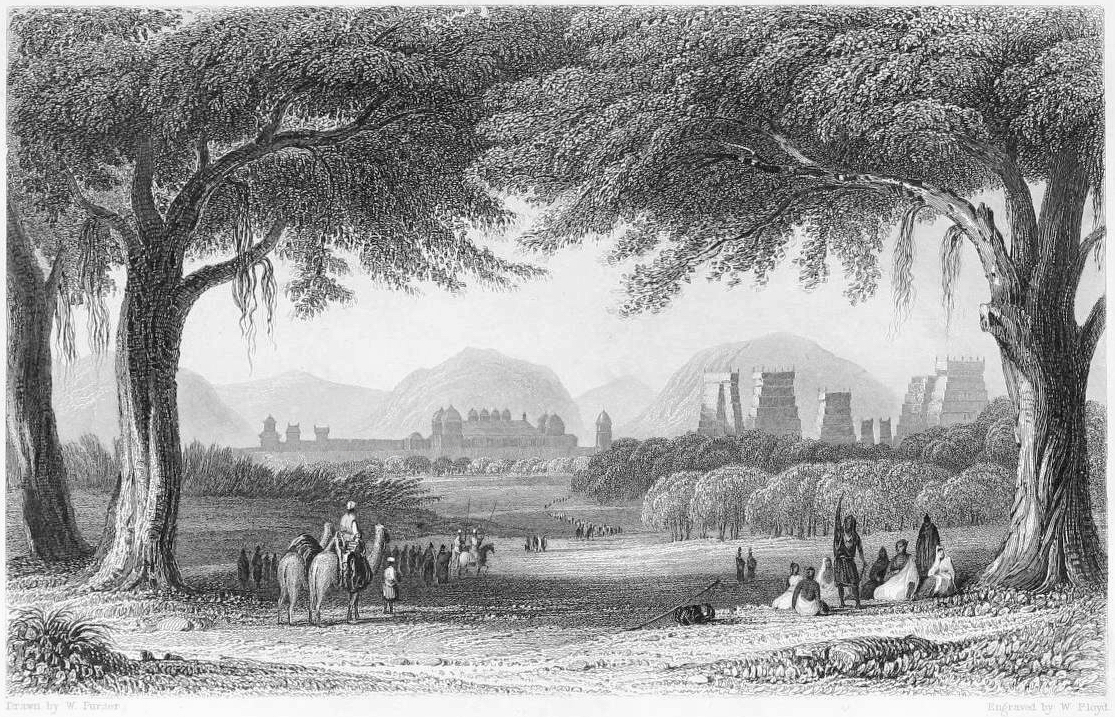
Гравюра, нарисованная В. Пёрсером (1858), показывает Мадурай с северного берега реки Вайгай

Место нахождения города населено, как минимум, с третьего века до н. э.. Возможно, Мадурай является Метхорой, которую в III веке до н. э. посетил Мегасфен. Эта точка зрения оспаривается некоторыми учёными, полагающими, что название Метхора, встречающееся в записках Мегасфена, относится не к Мадураю, а к северо-индийскому городу Матхура, поскольку он был больше и основан ещё в период империи Маурьев. Город также упомянут Каутильей (370—283 гг. до н. э.) в «Артхашастре». Памятники сангамской литературы — такие как «Матурайкканси» — отмечают значимость Мадурая как столицы государства Пандья. Мадурай также упоминается в работах древнеримских историков — Плиния Младшего (61 — c. 112 CE), Птолемея (c. 90 — c. CE 168), географа Страбона (64/63 BCE — c. 24 CE),, а также в Перипле Эритрейского моря.

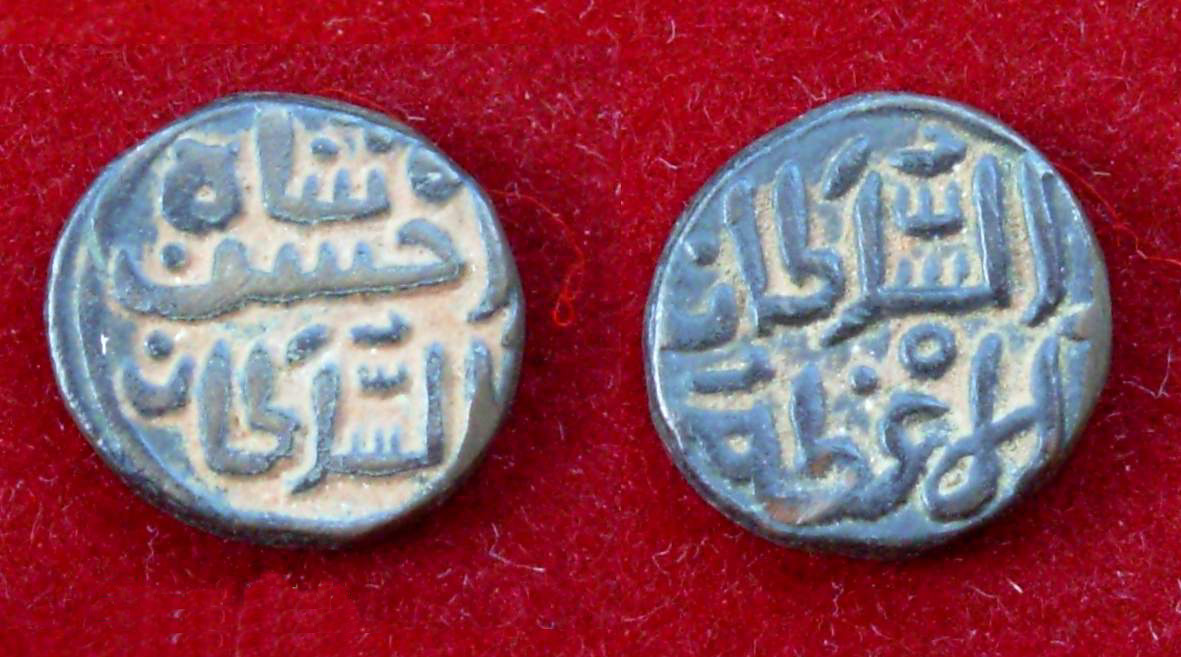
Монета Джалалуддин Ахсан Хана, первого правителя Мадурайского султаната, 1335—1339 гг.

После окончания сангамского периода большая часть современного Тамилнада, включая Мадурай, перешла под управление государства Калабхра, которое было покорено государством Пандья около 590 года н. э.
В начале IX века Мадурай перешёл под контроль государства Чола и находился под его контролем вплоть до начала XIII века, когда вторая империя Пандья сделал Мадурай своей столицей. После смерти Куласекары Пандьи (1268—1308 гг.) Мадурай перешёл под управление Делийского султаната, однако вскоре Мадурайский султанат отделился от Делийского и просуществовал в качестве независимого государства до его постепенной аннексии Виджанаягарской империей в 1378 году. Мадурай вновь приобрёл независимость в 1559 году под управлением династии Наяк. Правление Наяков завершилось в 1736 году, и Мадурай был последовательно захвачен Чанда Сахибом (1740—1754 гг.), навабом Карнатика и Мухаммедом Юсуф Ханом (1725—1764 гг.) в середине XVIII века.
В 1801 году Мадурай перешёл под прямое управление Британской Ост-Индской компании и был присоединён Мадрасскому президентству. В начале своего правления британское правительство делало пожертвования в храм Минакши и участвовало в индуистских фестивалях. На протяжении XIX и XX веков Мадурай развивался как политический и промышленный центр, став административным центром округа Мадурай. В 1837 году британцами были разрушены укрепления городской крепости. Ров был осушен, а строительный мусор — использован для строительства новых улиц. Город получил статус муниципалитета в 1866 году.
Именно в Мадурае, в 1921 году, Махатма Ганди — выдающийся лидер индийского национально-освободительного движения — впервые стал использовать набедренную повязку как часть своей одежды, увидев её на местных крестьянах. В 1939 году Мадрасским президентством под управлением Чакраварти Раджгопаларии были приняты законы о допуске в храм и выплате компенсаций, отменившие ограничения по доступу представителей каст шанаров и далитов в индуистские храмы.

## География и климат

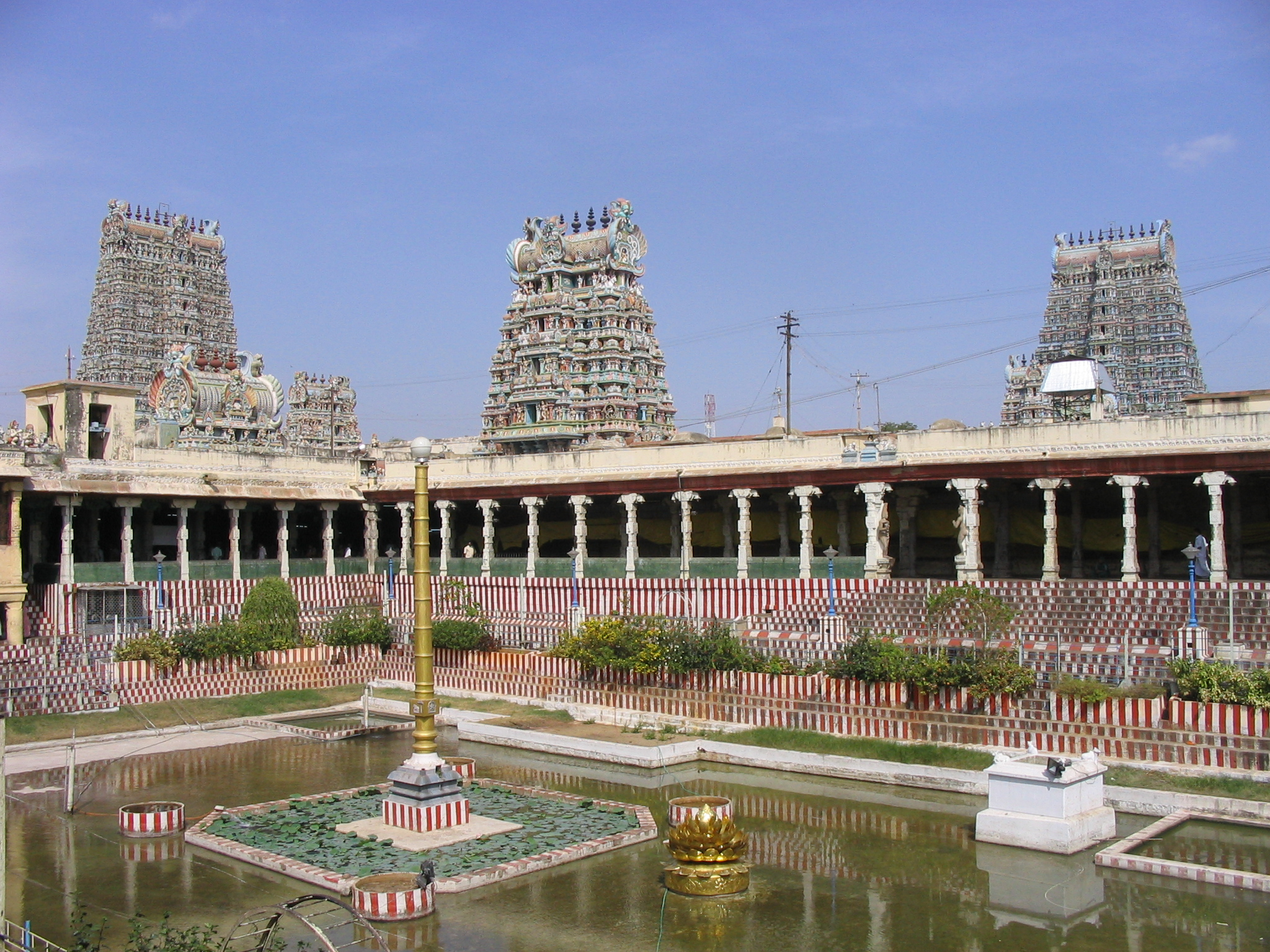
Храм Минакши

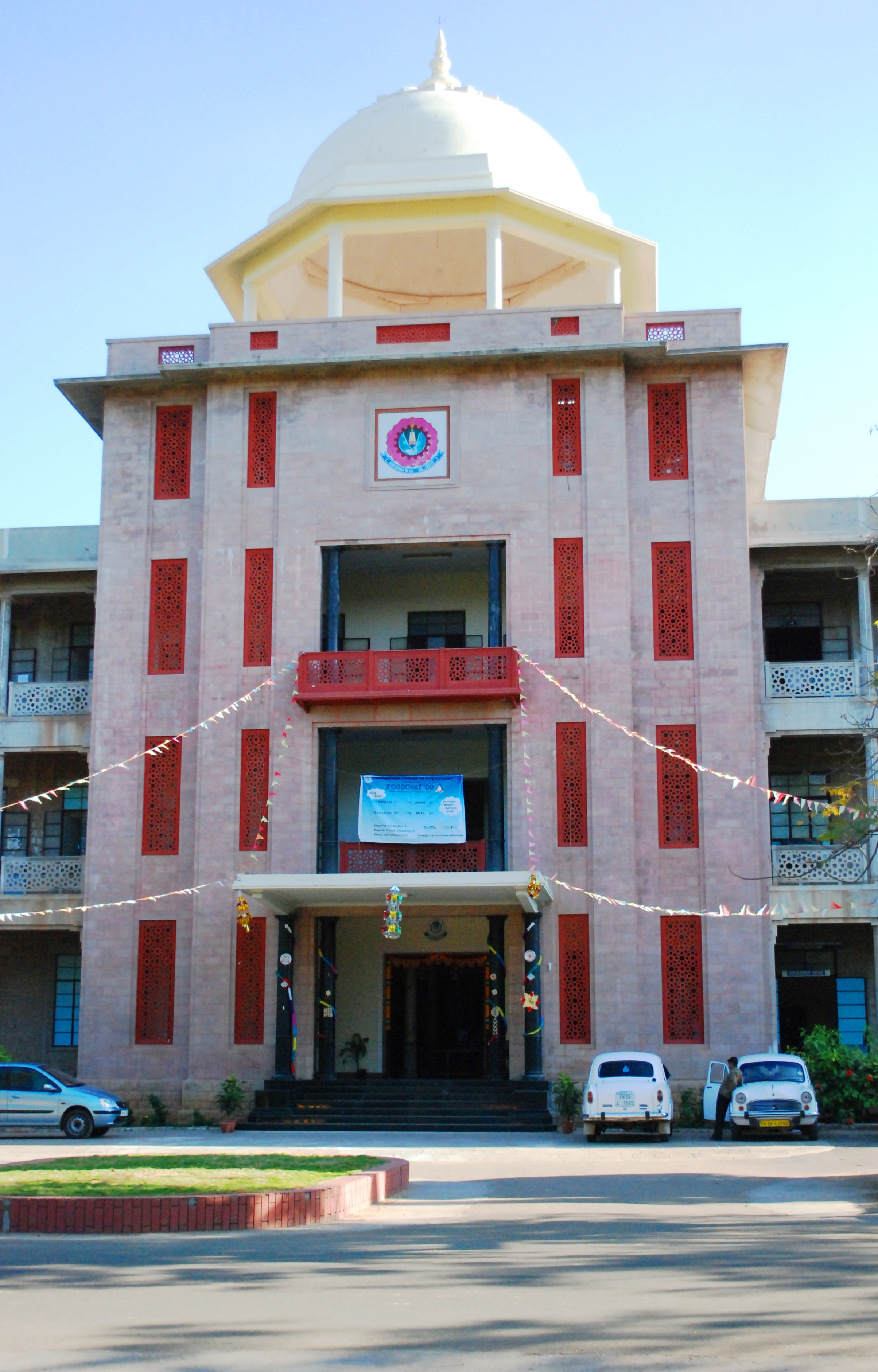
Thiagarajar College of Engineering

Мадурай расположен на юге индийского штата Тамилнад, к 498 км к юго-западу от столицы штата — города Ченнаи. Средняя высота города над уровнем моря — 101 м. Через Мадурай протекает река Вайгай, разделяя его почти на 2 равные части. Площадь города — 52 км², а площадь агломерации — 178 км².
Климат города — тропический, довольно жаркий и засушливый. Бо́льшая часть осадков выпадает в период северо-восточного муссона (октябрь — ноябрь).
| Показатель                    | Янв. | Фев. | Март | Апр. | Май  | Июнь | Июль | Авг. | Сен.  | Окт.  | Нояб. | Дек. | Год   |
| ----------------------------- | ---- | ---- | ---- | ---- | ---- | ---- | ---- | ---- | ----- | ----- | ----- | ---- | ----- |
| Абсолютный максимум, °C       | 39,1 | 38,5 | 41,4 | 42,1 | 44,5 | 42,2 | 40,6 | 40,0 | 39,8  | 40,0  | 38,0  | 37,0 | 44,5  |
| Средний суточный максимум, °C | 30,5 | 32,9 | 35,6 | 37,0 | 37,6 | 36,7 | 35,8 | 35,6 | 34,8  | 32,6  | 30,4  | 29,6 | 34,2  |
| Средний суточный минимум, °C  | 20,1 | 21,0 | 22,9 | 25,2 | 26,0 | 25,9 | 25,6 | 25,2 | 24,4  | 23,5  | 22,5  | 21,1 | 23,7  |
| Абсолютный минимум, °C        | 15,6 | 10,5 | 16,9 | 19,4 | 17,8 | 17,8 | 19,4 | 20,6 | 18,5  | 18,9  | 17,2  | 16,7 | 10,5  |
| Норма осадков, мм             | 16,1 | 8,6  | 12,3 | 47,8 | 68,8 | 42,9 | 59,1 | 84,9 | 124,5 | 172,5 | 146,6 | 58,5 | 842,6 |
| Источник:                     |      |      |      |      |      |      |      |      |       |       |       |      |       |

## Население
Согласно переписи 2011 года, население Мадурая составило 1 017 865 с соотношением полов 999 женщин на каждую 1 000 мужчин, что значительно превышает национальный уровень в 929. Младше шести лет — 100 324 детей, включая 51 485 мальчиков и 48 839 девочек. Уровень грамотности — 81,95 %. Население агломерации — 1 462 420 человек. Агломерация города является третьей в штате Тамилнаду и 31-й в стране.
Наиболее распространённым языком является тамильский (местный диалект).
В 2001 году в трущобах обитало 32,6 % жителей, что значительно выше национального уровня в 15,05 %.

### Динамика численности населения
- 1951: 361 781 чел.;
- 1961: 424 810 чел.;
- 1971: 549 114 чел.;
- 1981: 820 891 чел.;
- 1991: 940 989 чел.;
- 2001: 928 869 чел.;
- 2011: 1 017 865 чел.

## Транспорт
Мадурайский аэропорт расположен в 12 км от железнодорожного вокзала города, принимает как местные рейсы из городов Ченнай, Мумбаи, Бангалор и Дели, так и международные — например, в Шри-Ланку (Коломбо).
Четыре авиакомпании летают из аэропорта Мадурай в более чем 180 мест по всему миру, перевозя почти 500 тысяч пассажиров и 0,025 млн тонн грузов в год.
Аэропорт Мадурай имеет два терминала и две главные взлётно-посадочные полосы.

## Экономика

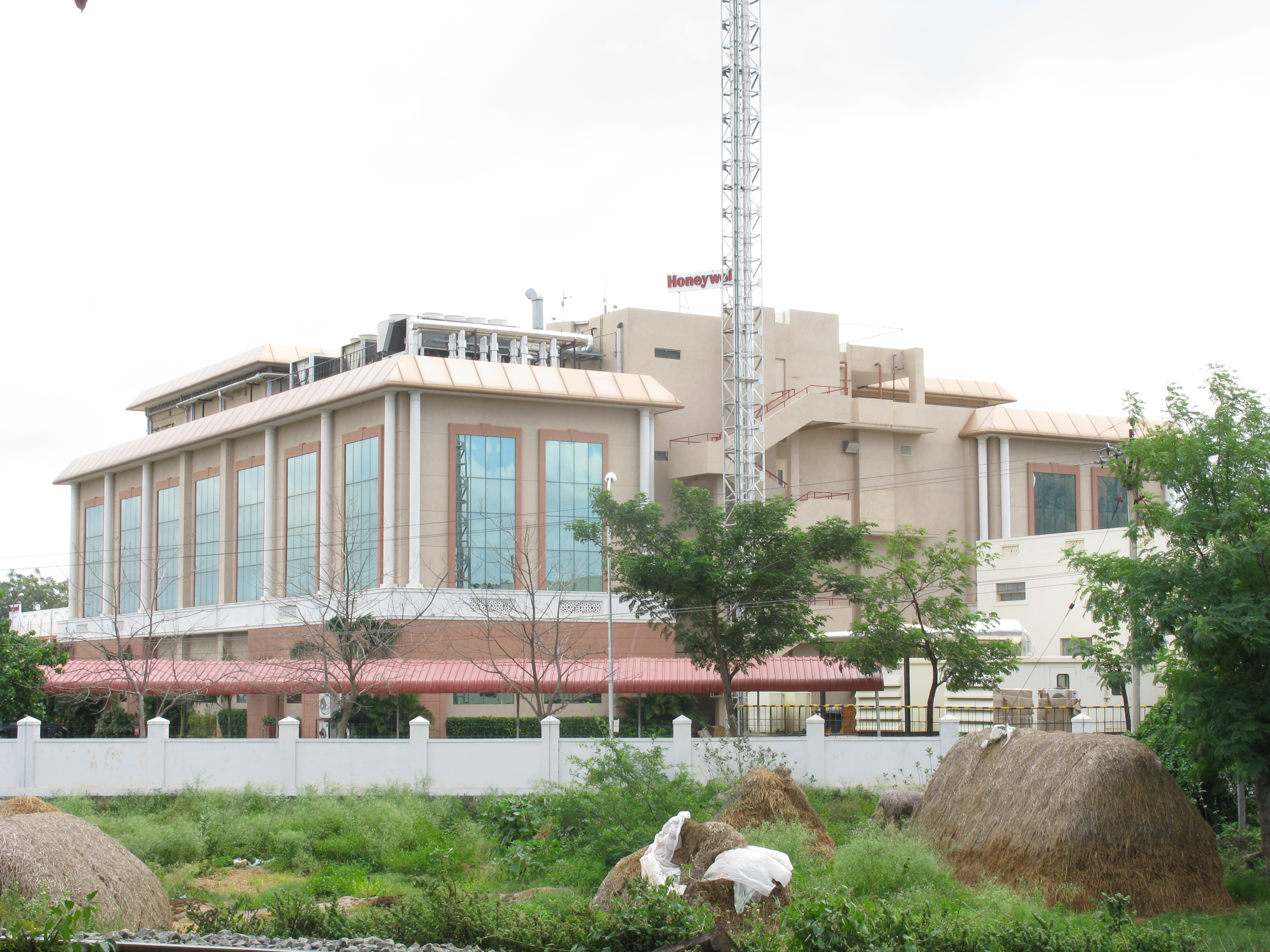
Офис Honeywell Technology Solution Lab

Мадурай традиционно являлся сельскохозяйственным регионом, с рисом в качестве основной сельскохозяйственной культуры. Хлопок был внедрён в XVI веке в целях увеличения доходов от сельского хозяйства. Дополнительными источниками доходов местных жителей, занятых сельским хозяйством, являются молочное животноводство, птицеводство, производство кирпича, изготовление матов и столярное ремесло; окрестности Мадурая известны также плантациями жасмина.
Мадурай — один из немногих развивающихся центров производства резины на юге Индии: здесь производятся перчатки, спортивные товары, маты, другие предметы бытового использования и детали для автомобилей. Производители автомобилей — такие как General Motors, Ford, Toyota и Honda — основные потребители продукции резиновой промышленности города.
Город — место расположения одного из ведущих производителей мотоциклов в Индии — группы «TVS». Также в городе расположены многочисленные предприятия лёгкой и химической промышленности, по обработке гранита.
Также предпринимаются усилия по развитию в городе IT-предприятий: в городе находятся офисы таких компаний по разработке программного обеспечения, как Honeywell Technology Solutions. Правительство штата создало две особые экономические зоны по развитию IT-технологий в Мадурае, которые в настоящее время заняты полностью.